# Velike Dole pri Temenici
Velike Dole pri Temenici este o localitate din comuna Ivančna Gorica, Slovenia, cu o populație de 32 de locuitori.